# Samsung Galaxy S10
Samsung Galaxy S10 — линейка смартфонов компании Samsung Electronics, представленная 20 февраля 2019 года. Являются частью серии Samsung Galaxy S.
Все пять смартфонов выполнены по новой для серии технологии экрана, которая называется Infinity-O. Теперь экран занимает почти всю область, а фронтальная камера размещена в Infinity-O вырезе на экране. В новых аппаратах камеры подверглись улучшениям, вторая камера на Galaxy S10+ создана для размытия заднего фона. Сканер отпечатков пальцев снова изменился — теперь он ультразвуковой и встроен прямо под экран.

## Технические данные
Спереди Galaxy S10е, S10 и S10+ имеют практически такой же внешний вид, как S9 и S9+, за исключением нового метода размещения фронтальных камер с использованием «Infinity-O». Вся новая линейка Galaxy S смартфонов получила дисплей Dynamic AMOLED с разными разрешениями — S10е — 2280x1080 пикселей, S10 и S10+ — 3040x1440 пикселей. Соотношение сторон — 19:9. Диагональ экрана S10е — 5,8 дюйма, S10 — 6,1 дюйма и S10+ — 6,4 дюйма. Также смартфоны имеют разные версии защитного стекла: S10е — Gorilla Glass 5, S10 и S10+ — Gorilla Glass 6.
В США, Канаде, Китае, Гонконге, Японии и Латинской Америке в продажу поступали смартфоны с процессором Qualcomm Snapdragon 855.
Для всех остальных стран, в продажу поступали смартфоны с процессором Samsung Exynos 9820.
Модель S10e получила 6/8 ГБ оперативной памяти, S10 — 8 ГБ, S10+ — 8/12 ГБ. Все устройства имеют разный объём памяти и всего их четыре версии по объёму внутренней памяти: 128, 256, 512 ГБ, а также рекордный для компании объём в 1 ТБ. Смартфоны также поддерживают карты памяти microSD объёмом до 512 ГБ.
Ёмкость аккумуляторов в устройствах больше, чем у их предшественников. S10e получил аккумулятор на 3100 мА·ч, S10 — 3400 мА·ч и S10+ — 4100 мА·ч.
Смартфоны получили по два стереодинамика, настроенные AKG, и реализуют технологию объёмного звука Dolby Atmos.
Все модели смартфона сохранили 3,5-мм разъёмы для наушников.
Задние камеры всех моделей смартфонов получили незначительные улучшения. Отличия от S9 и S9+ — в наличии ультраширокой 16-Мп камеры во всех моделях. Младшая модель S10e имеет двойную основную камеру, наподобие Samsung Galaxy S9+, у S10 и S10+ — тройная основная камера. Камеры всех моделей имеют двойную диафрагму, которая может переключаться между режимами от f/1.5 до f/2.4 в зависимости от количества света. Смартфоны могут снимать видео 4K со скоростью 60 кадров в секунду, FullHD со скоростью 240 кадров в секунду, а также HD «Super Slow-mo» со скоростью 1080 кадров в секунду. Улучшенная функция AR Emoji, позволяющая пользователю создавать эмодзи на основе своего лица и похожая на технологию Animoji, используемую в аппаратах Apple.
Из коробки Samsung Galaxy S10e, S10 и S10+ работают под управлением операционной системы Android 12 с оболочкой One UI 4 — которая разрабатывалась Samsung в сотрудничестве с инженерами Google.

## Известные проблемы
У сканера отпечатков пальцев был недостаток безопасности, который позволял кому-либо разблокировать телефон с помощью силиконовой защитной пленки, что также повлияло на Note 10. Samsung выпустила патч для исправления этой проблемы 23 октября 2019 года.